# Taylor Twellman
Taylor Twellman (Mineápolis, Minnesota, 29 de febrero de 1980) es un exfutbolista estadounidense. Su último club fue el New England Revolution y es uno de los máximos goleadores en la historia de la Major League Soccer. Actualmente es comentarista de fútbol para las transmisiones de la Selección de fútbol de Estados Unidos de ESPN en ese país.

## Trayectoria

### Clubes juveniles
| Periodo   | Club               |
| --------- | ------------------ |
| 1998-1999 | Maryland Terrapins |

### Clubes
| Club                   | País           | Año       |
| ---------------------- | -------------- | --------- |
| TSV 1860 Múnich II     | Alemania       | 1999-2002 |
| New England Revolution | Estados Unidos | 2002-2010 |

### Selección nacional
| Período   | Selección                   | Partidos | Goles |
| --------- | --------------------------- | -------- | ----- |
| 2002-2007 | Selección de Estados Unidos | 30       | 6     |

## Palmarés

### Campeonatos nacionales
| Título                   | Club                   | País           | Año  |
| ------------------------ | ---------------------- | -------------- | ---- |
| Lamar Hunt U.S. Open Cup | New England Revolution | Estados Unidos | 2007 |

### Copas internacionales
| Título                     | Club                        | País           | Año  |
| -------------------------- | --------------------------- | -------------- | ---- |
| SuperLiga Norteamericana   | New England Revolution      | Estados Unidos | 2008 |
| Copa de Oro de la Concacaf | Selección de Estados Unidos | Estados Unidos | 2007 |

(*) Incluyendo la selección

### Distinciones individuales
| Distinción                    | Año  |
| ----------------------------- | ---- |
| Jugador Más Valioso de la MLS | 2005 |

| Predecesor: Amado Guevara | Jugador Más Valioso de la Major League Soccer 2005 | Sucesor: Christian Gómez |